# گریگور آواگیان (آکادمیسین)
گریگور یرمی آواگیان (Գրիգոր Երեմի Ավագյան؛ زادهٔ ۲۳ سپتامبر ۱۹۲۸ - درگذشته ۴ دسامبر ۲۰۰۵) یک استاد دانشگاه، اقتصاددان، جغرافیدان و سیاستمدار اهل ارمنستان است که از تاریخ ۱۹۹۵ تا تاریخ ۱۹۹۹ نمایندگی دوره اول مجلس ملی جمهوری ارمنستان را برعهده داشت.

## زندگی‌نامه
وی در ۲۳ سپتامبر ۱۹۲۸ در گروزنی به دنیا آمد و از دانشکده جغرافیا و زمین‌شناسی دانشگاه دولتی ایروان فارغ‌التحصیل شد.  عضو فرهنگستان ملی علوم ارمنستان بود. وی در ۴ دسامبر ۲۰۰۵ در سن ۷۷ سالگی در ایروان درگذشت.